# Jičín
Jičín (deutsch Jitschin, ältere Schreibweise Gitschin) ist eine Kleinstadt in der Region Hradec Králové in Tschechien. Sie ist Hauptort des Okres Jičín. Von 1625 bis 1634 baute Wallenstein den Ort zur Residenzstadt des kurzlebigen Herzogtums Friedland aus.

## Geografie
Die Stadt liegt am Flüsschen Cidlina rund 80 Kilometer nordöstlich von Prag am Rand des Landschaftsschutzgebietes Böhmisches Paradies. Eine große Durchgangsstraße verbindet den Ort mit Prag und dem Riesengebirge. Gute Verbindungen bestehen auch nach Mladá Boleslav, Turnov und Hradec Králové.

## Geschichte

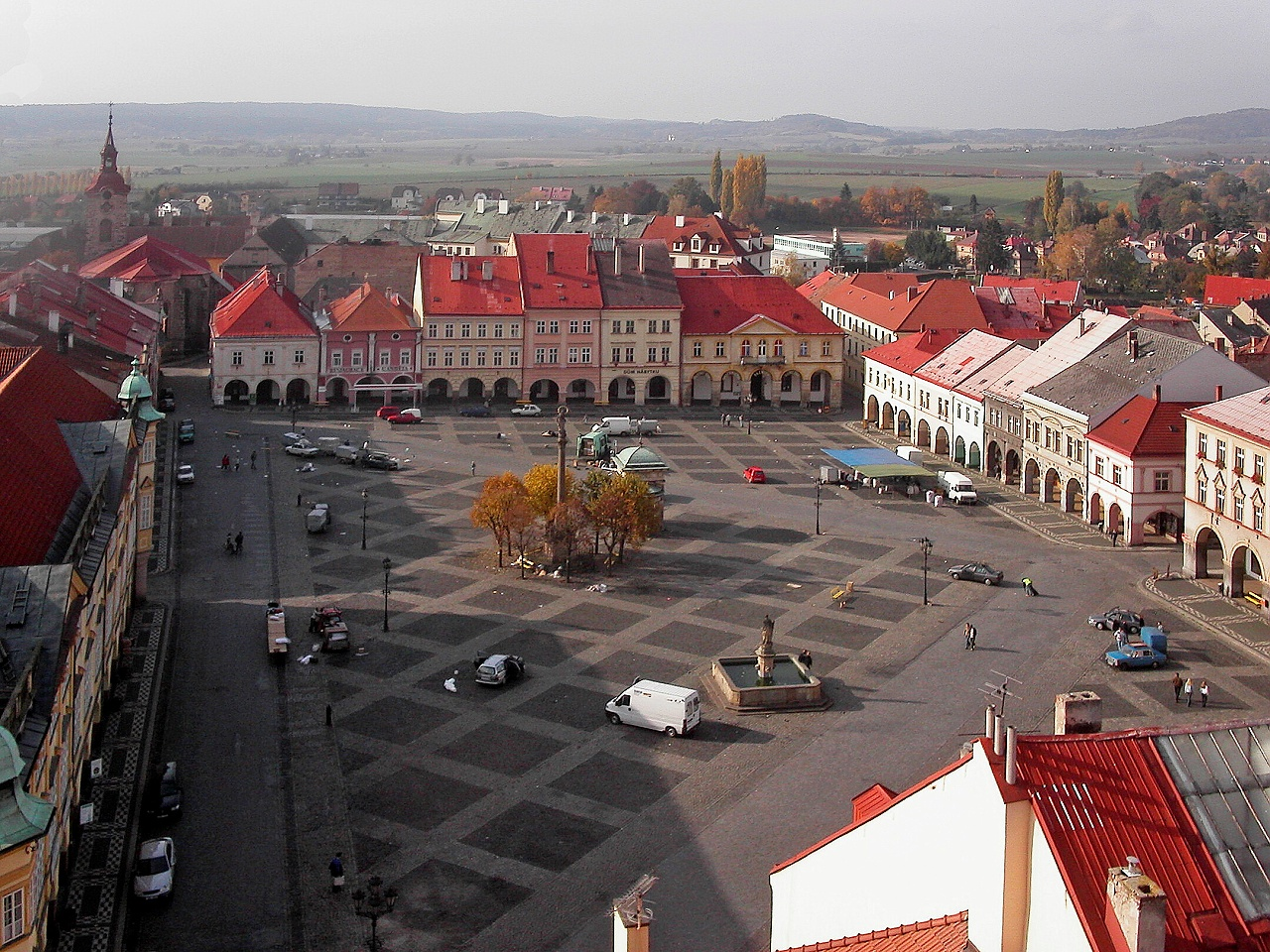
Luftaufnahme des Wallenstein-Platzes von der Spitze des Valdice-Tores aus

Der Ort wurde vermutlich am Ende des 12. Jahrhunderts angelegt, eine Gründungsurkunde ist jedoch nicht erhalten. Die ursprüngliche Siedlung lag auf dem Gebiet der heutigen Gemeinde Staré Místo (Alter Platz), unterhalb der Burg Veliš. Sie wurde aber später drei Kilometer nordwärts an das Ufer des Flusses Cidlina verlegt, wo der Fernhandelsweg von Hradec Králové nach Zittau verlief.
Jičín war zunächst landesherrlicher Besitz der Krone Böhmen. Die erste schriftliche Erwähnung stammt aus einem Schriftstück der Königin Guta von Habsburg vom 1. August 1293. Die These, dass Jičín nach ihr benannt sei (Gutas Stadt tschechisch Jitčino město), wird in neuerer Zeit angezweifelt. Nach Gutas Tod 1297 übernahm König Wenzel II. den Ort und vergab ihn zeitweilig an örtliche Herren, die Jičín 1302 die Stadtrechte verliehen. Der endgültige Übergang aus königlichem in adligen Besitz fand in den Jahren 1316–1337 statt. Nach mehrfacher Verpfändung verkaufte König Johann von Böhmen die Stadt 1337 an Beneš von Wartenberg, von dem die Stadt Jičín das Wappen erhielt. Für 1360 ist eine Schule sowie ein Dekanat für 46 Pfarren belegt. Nach wechselnden Besitzern gelangte Jičín 1437 an Beneš und Hašek von Waldstein, dem 1452 Georg von Podiebrad folgte und 1480 Samuel von Hradek. 1487 erwarben es die Trčka von Leipa, in deren Besitz die Stadt bis 1607 blieb. Während ihrer Herrschaft erhielt die Stadt das Zollrecht sowie weitere Privilegien. In der Umgebung wurden zahlreiche Teiche angelegt.
Die Könige Vladislav II. und Ferdinand I. verliehen der Stadt Jičín das Recht der Jahrmärkte, und Ferdinand III. erteilte ihr im Jahr 1639 die Bewilligung, Vieh- und Wochenmärkte abzuhalten. Die Wochenmärkte entwickelten sich zu den bedeutendsten im Nordosten Böhmens.
1607 verkaufte Jan Rudolf Trčka von Lípa Jičín als Bestandteil der Grundherrschaft Kumburk an Sigmund Smiřický von Smiřice, dessen Familie zu den reichsten Adelsgeschlechtern in Böhmen gehörte. Sigmunds Sohn Jaroslav wollte Jičín zu seinem Verwaltungszentrum ausbauen, starb jedoch schon 1614, sein Bruder Albrecht Jan 1618. Der letzte männliche Smiřický, Jindřich Jiří, war geistesschwach. Nachfolgend kam es zu Erbstreitigkeiten zwischen dessen Schwestern Elisabeth und Margareta, verheiratete Slavata. Deshalb wurde 1620 eine kaiserliche Delegation nach Jičín geschickt, um die Erbstreitigkeiten zu schlichten. Während der Verhandlungen flog am 1. Februar 1620 das Schloss Jičín bei einer Schießpulverexplosion in die Luft. Da fast alle Zeugen bei der Katastrophe ums Leben kamen, wurde sie nie aufgeklärt. Die meisten zeitgenössischen Berichte gaben Elisabeth die Schuld, die angeblich mit einer Fackel in die Kellergewölbe gestiegen sein soll. Unter den rund 50 Getöteten war auch Elisabeth selbst und deren Schwager Rudolf von Stubenberg. Margareta musste das Land nach der Schlacht am Weißen Berg verlassen. Jičín fiel 1621 an den Vormund ihres geistesschwachen Bruders Jindřich Jiří, den Feldherrn Albrecht von Wallenstein (= Waldstein), der über seine Mutter, eine geborene Smiřický, dessen Vetter war.
Wallenstein erwarb die Herrschaft Kumburk zunächst als Pfand von Kaiser Ferdinand II., konnte die Güter jedoch bereits 1623 aufkaufen; die Kaufsumme von 500.000 Gulden vergab er für sein Mündel an den Kaiser als Darlehen. Er beabsichtigte, Jičín zur Residenzstadt seines Herzogtums Friedland auszubauen und entwarf groß angelegte Pläne, die Stadt und ihre Umgebung zu einer frühbarocken Landschaftskomposition umzugestalten. Der italienische Architekt Nicolo Sebregondi arbeitete 1633 einen Bebauungsplan aus, der repräsentative Bauten, ein Residenzschloss, einen Kirchenbau, nachempfunden der Kathedrale in Santiago de Compostela, und eine Villa mit großem Park vor den Stadttoren vorsah. Außerdem sollten Gebäude für die Regierungs- und Verwaltungsorgane des Herzogtums und ein neues Handwerker-Viertel, das hauptsächlich Güter zur Versorgung der Wallensteinischen Truppen herstellen sollte, entstehen. Jičín erhielt auch eine eigene Münze. Wallenstein ließ die Jesuiten und Kartäuser in die Stadt kommen, zudem sollte Jičín sogar Bischofssitz werden.
Nach Wallensteins Tod 1634 konnten diese Pläne nicht mehr realisiert werden. Wallenstein wurde zunächst in der Nähe von Jičín, in Karthaus Walditz, beigesetzt. Sein Besitz wurde vom kaiserlichen Kommissariat beschlagnahmt, die ehemalige Hauptstadt seines Herzogtums ging 1635 in den Besitz Rudolfs von Tiefenbach über und sank wieder in den Rang einer Provinzstadt herab. 1653 übernahmen die Sternberger und 1710 das Haus Trauttmansdorff die Herrschaft. Der Ort verlor größtenteils seine wirtschaftliche, nicht aber seine kulturelle Bedeutung. Dafür ist insbesondere das Jesuiten-Gymnasium verantwortlich, in dem auch Jesuitenpater Bohuslav Balbín in seinen jungen Jahren während der Rekatholisierung in Böhmen lehrte. Es bestand bis 1777 und wurde 1807 auf private Initiative hin wiedereröffnet.
1850 wurde die Stadt Sitz der Kreisverwaltung. Einige Industriebetriebe siedelten sich an. 1866 wurde die Gegend vom Deutschen Krieg getroffen: In der Schlacht bei Gitschin siegte Preußen über die Kaiserlich-Königliche Armee. Nach dem Zerfall der Habsburgermonarchie 1918 gehörte Jičín zur Tschechoslowakei, zwischen 1939 und 1945 unter dem Namen Jitschin zum Protektorat Böhmen und Mähren. Nach Ende des Zweiten Weltkriegs 1945 gelangte es wieder an die Tschechoslowakei zurück.

## Baugeschichte und Baudenkmäler

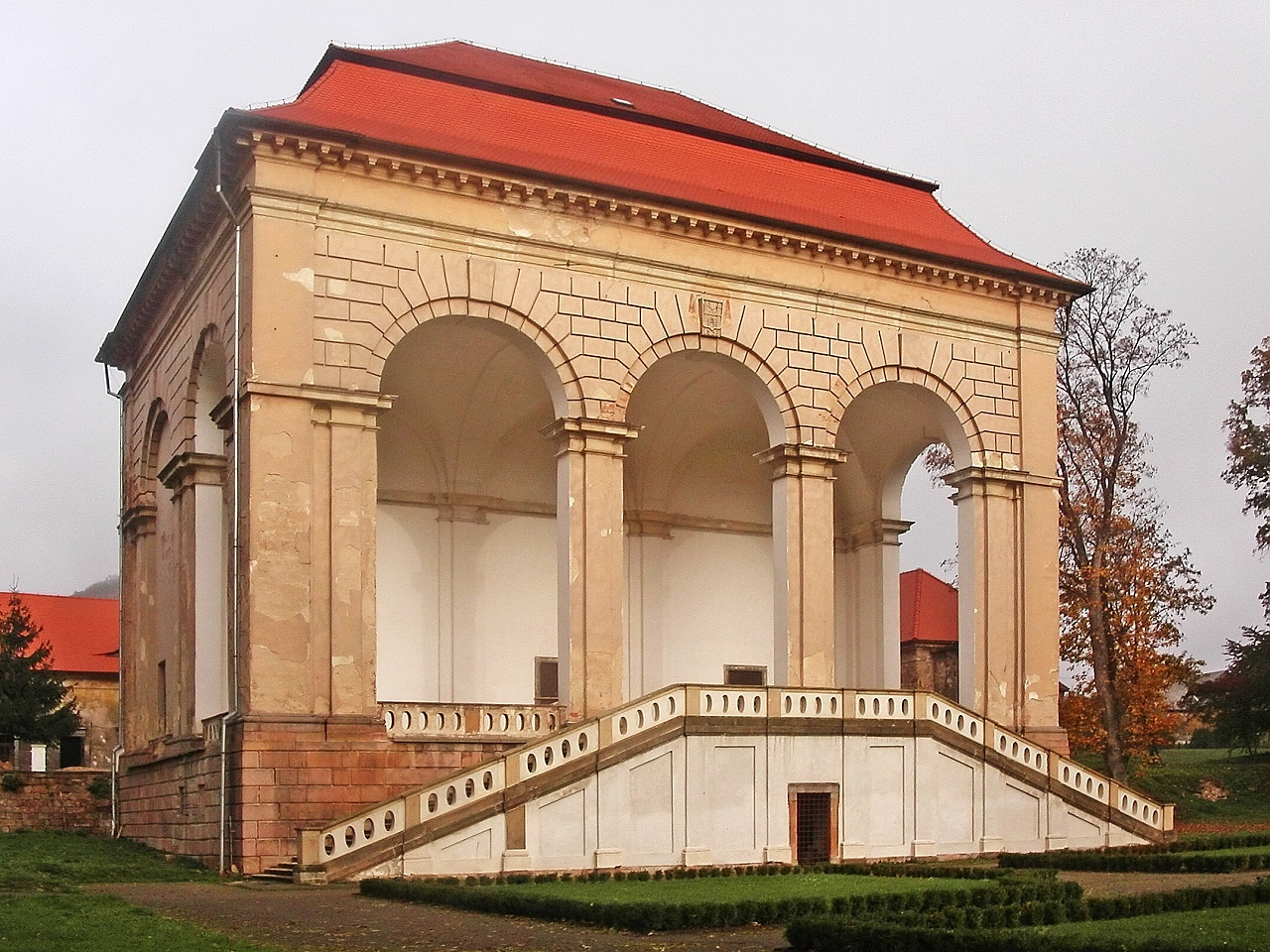
Waldsteiner Loggia im Libosad-Park

Das historische Stadtzentrum wurde 1967 zum städtischen Denkmalreservat erklärt.
Die Siedlung an der Cidlina ist eine Planstadt. Die Häuser sind entlang eines gleichmäßigen Straßennetzes um einen rechteckigen zentralen Platz angeordnet und mit einem Graben umgeben. Im 16. Jahrhundert erhielt die Befestigung drei Stadttore: 1577 das Prager Tor im Westen, das Holíner Tor im Norden und 1568 das Valdicer Tor im Osten, das sich bis heute erhalten hat. Nach einem großen Brand im Jahre 1572 wurde die Stadt im Renaissance-Stil wiederaufgebaut. In der zweiten Hälfte des 16. Jahrhunderts entstand ein kleines Schloss an der Südseite des Platzes und ein zweites am Unteren Platz (Malé náměstí). Zur Stadt gehörten zwei Kirchen: eine Pfarrkirche an der südwestlichen Ecke des Platzes und an der südöstlichen Ecke die Kirche des Hl. Jakobus des Älteren mit einem Friedhof. Die Pfarrkirche wurde 1622 den Jesuiten übergeben und dem Hl. Ignatius geweiht.

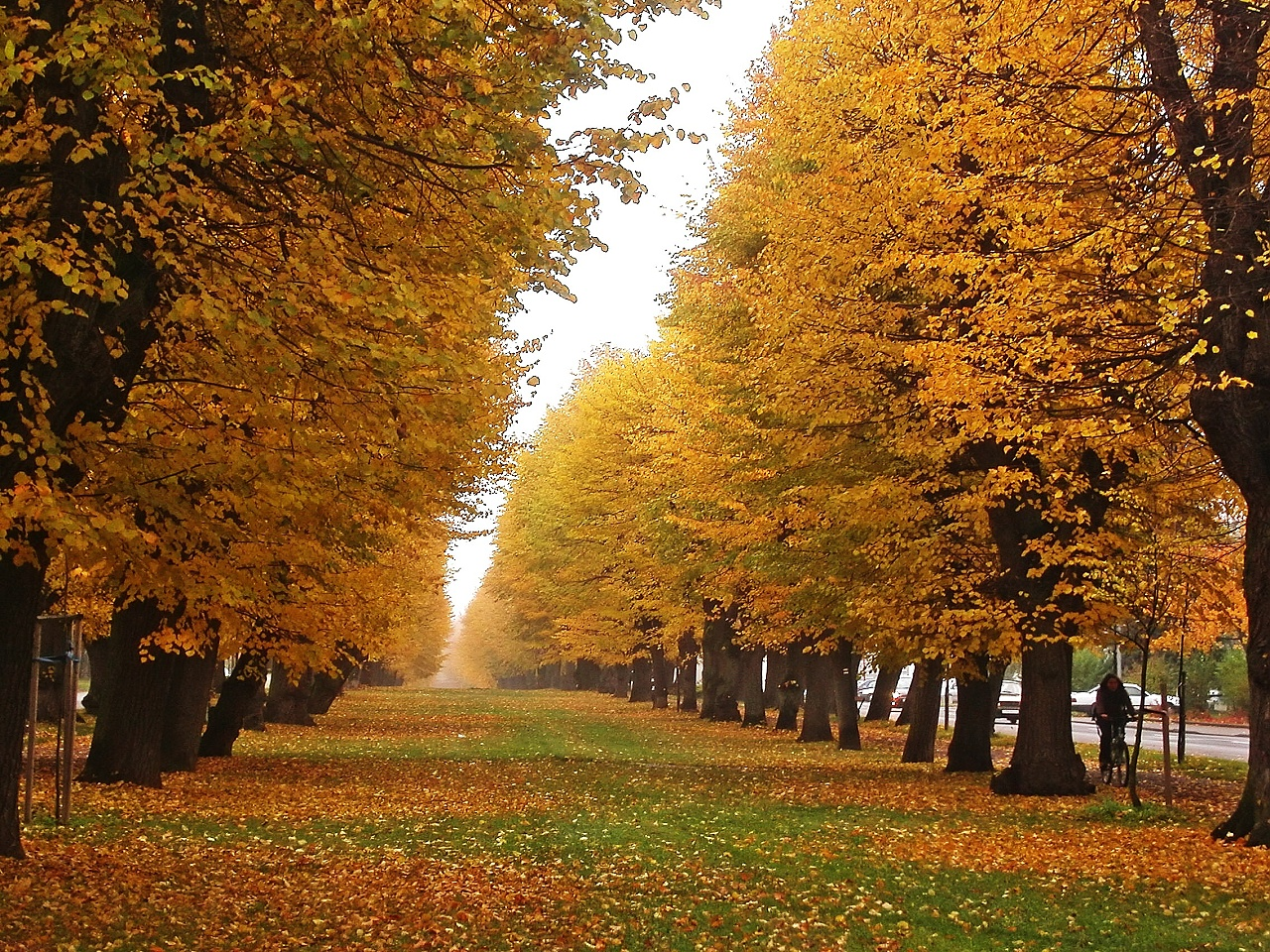
Die 1,7 km lange Waldstein-Allee zum Libosad Park

Wallenstein kaufte ab 1621 mehr als 100 der etwa 200 Bürgerhäuser auf und begann mit einer Umgestaltung der Provinzstadt zur fürstlichen Residenz. Die Stadtmitte wurde zum Regierungsviertel, im Norden entstand ab 1624 ein neuer Handwerker-Stadtteil. Insgesamt sollte Jičín auf etwa 560 Häuser anwachsen; der Herzog baute nicht nur selbst, sondern überwachte auch die Bautätigkeit der Bürger und erließ detaillierte Bau- und Feuerschutzvorschriften. An der Umsetzung der Pläne waren hochrangige europäische Künstler beteiligt: Unter vielen anderen holte der Herzog die Architekten Giovanni Battista Marini, Niccolo Sebregondi, Giovanni Pieroni und Andrea Spezza, den Bildhauer Adriaen de Vries und den Maler Ambrosius Fritsch nach Jičín. Spezza und Pieroni erweiterten das bestehende Schloss, welches nach ihnen noch vielfach umgebaut wurde und die Kirche des Hl. Jakobus im Stil des Manierismus. Sie verbanden beide mit einer überdachten Fußgängerbrücke. Die Kirche, die als Bischofskathedrale geplant war, blieb allerdings unvollendet, und bis heute fehlt ihr die Kirchturmspitze. 1628 begann der Bau eines Jesuitenkollegs, 1630 wurde im Nordosten vor der Stadt die Villa Libosad errichtet. Das Anwesen ist von einem frühbarocken Garten und einem Park umgeben und durch eine 1,7 Kilometer lange Lindenallee mit der Stadt verbunden. Nahe Libosad, im heutigen Ort Valdice, entstand nach den Plänen Spezzas ein Kartäuserkloster. Die Klosterkirche diente dem Hause Waldstein bis 1785 als Grabstätte. 1855/56 wurde das Kloster zum Gefängnis umgebaut, das bis heute in Betrieb ist. 1773 wurde die Jičíner Synagoge gebaut. Nach einem Stadtbrand 1840 gab es größere Renovierungen und Umbauten.
Wallensteins Tod 1634 stoppte die Stadtentwicklung. Die bereits begonnenen Bauvorhaben setzte Rudolf von Tiefenbach jedoch fort, der Nicolo Sebregondi unter Vertrag nahm. Während der Herrschaft der Herren von Trauttmansdorff hielt der Hochbarock in Jičín Einzug. Viele Statuen und Skulpturen, die man heute in der Stadt finden kann, stammen aus dieser Zeit. Während der ersten Hälfte des 19. Jahrhunderts nahm die Bevölkerungszahl stark zu, die Stadt wuchs schnell, hauptsächlich Richtung Osten. In der zweiten Hälfte des 19. Jahrhunderts wurden vermehrt Häuser im Stil der Neorenaissance gebaut. Nach dem Zweiten Weltkrieg entstanden in den Vororten einige Plattenbau-Siedlungen. Der historische Stadtkern steht seit 1957 unter Denkmalschutz.

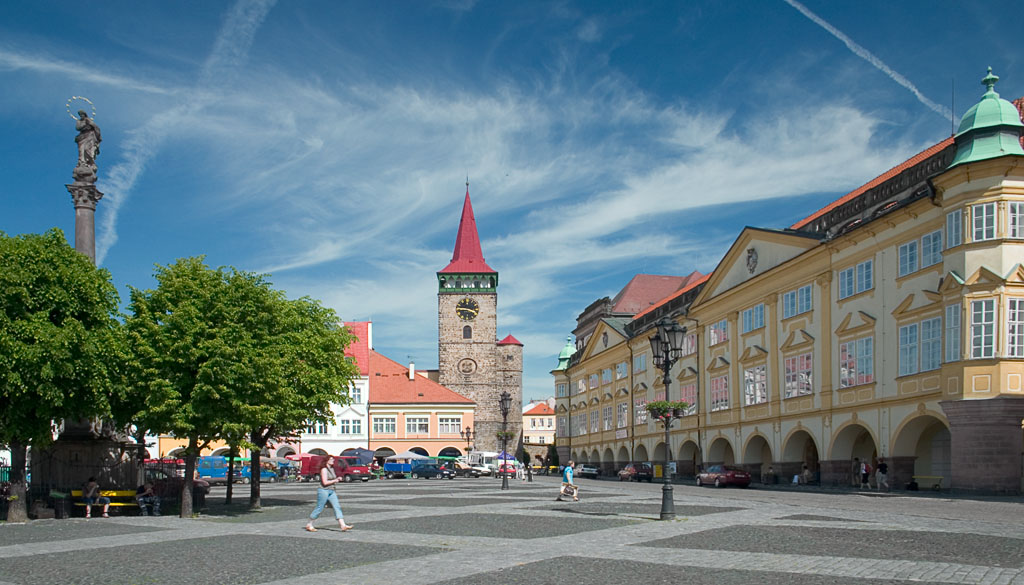
Wallenstein-Platz mit Valdice-Tor und Schloss
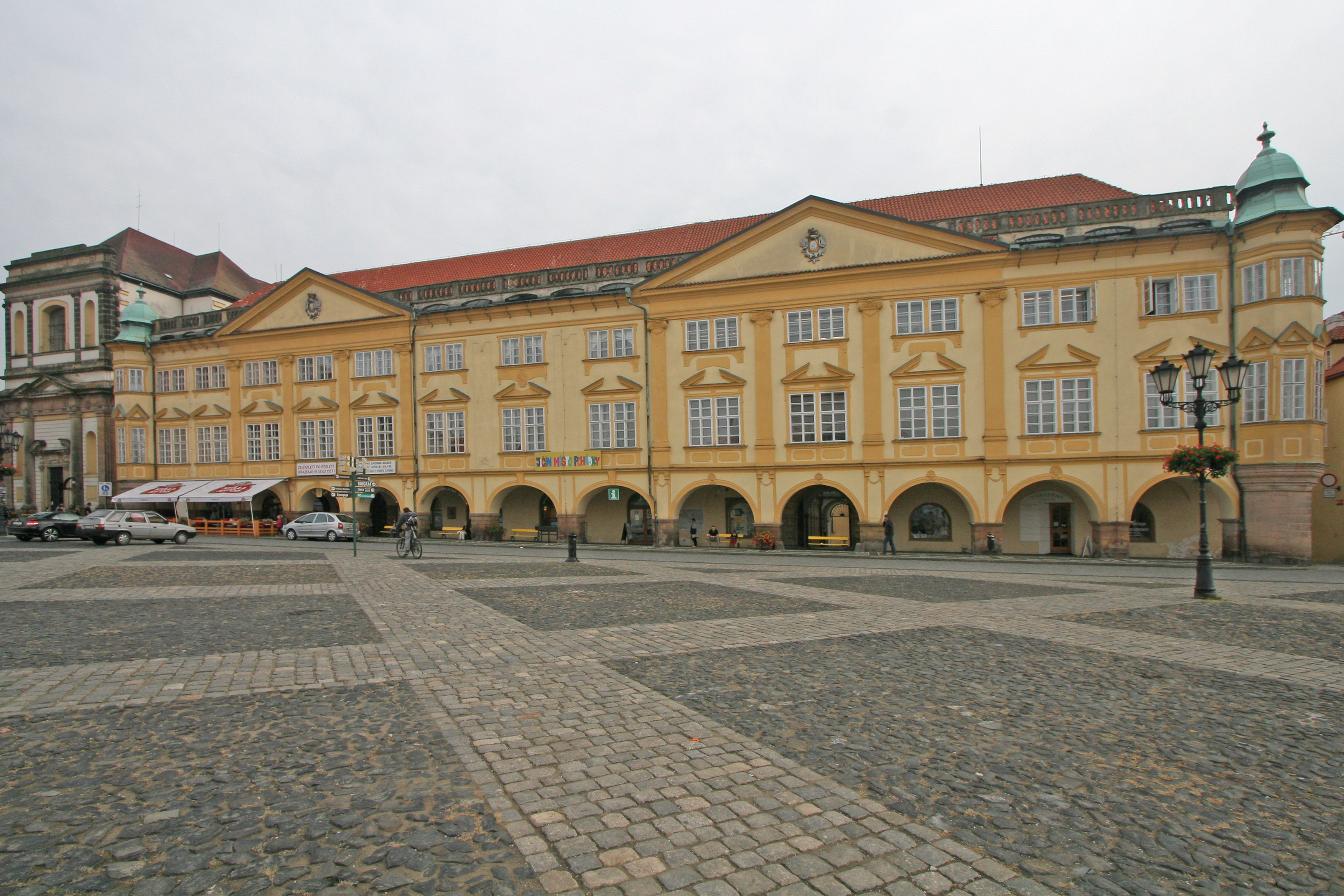
Wallenstein’sches Schloss
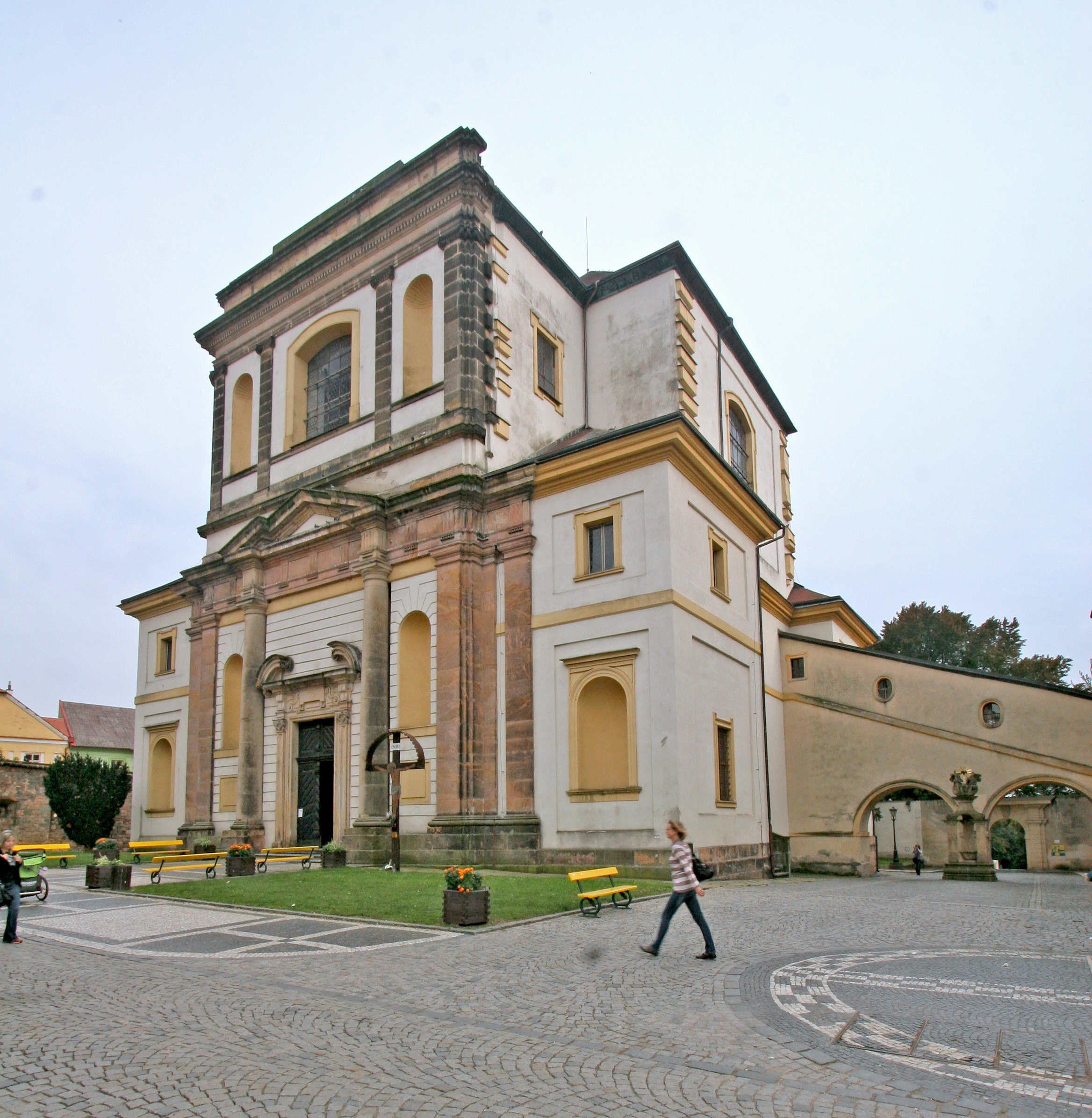
Jakobuskirche
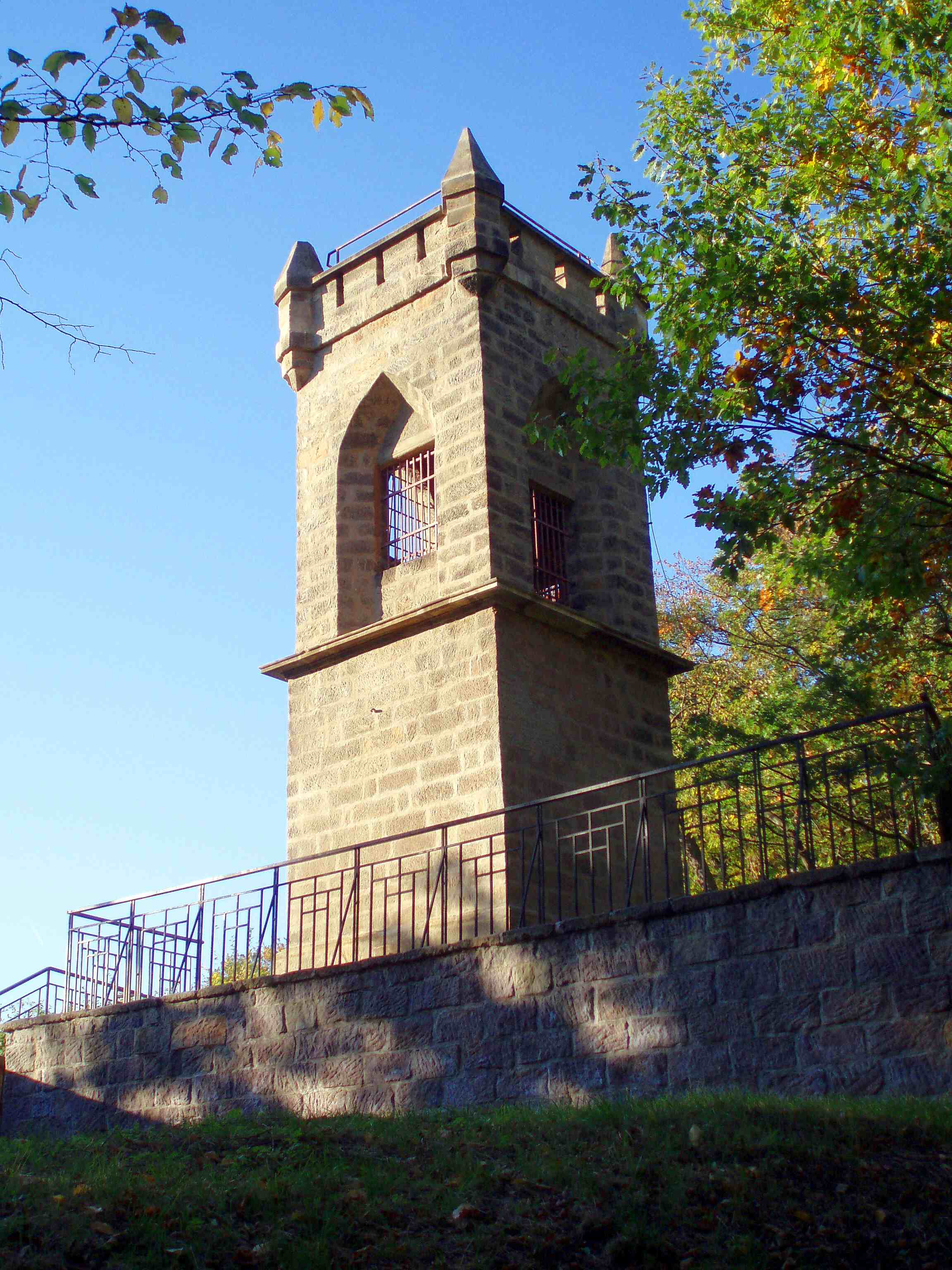
Aussichtsturm Milohlídka am nördlichen Stadtrand

## Demografie
| Jahr | Einwohner | Anmerkungen                                                                                          |
| ---- | --------- | --- |
| 1790 | –         | in 315 Häusern                                                                                       |
| 1833 | 3428      | meist Katholiken, in 394 Häusern, darunter neun von 67 Juden bewohnte Häuser in einem eigenen Bezirk |
| 1900 | 9759      | meist tschechische Einwohner                                                                         |

## Wirtschaft und Infrastruktur
Jičín besitzt regionale Bedeutung als Verwaltungs-, Kultur- und wirtschaftliches Zentrum und touristischer Ausgangspunkt für Wanderer und Kletterer im Böhmischen Paradies. Die Felsenstadt Prachauer Felsen liegt nur sechs Kilometer nordwestlich der Stadt. In der Stadt sind eine Zweigstelle der technischen Fachhochschule Liberec und mehrere Mittelschulen angesiedelt.

## Regelmäßige Veranstaltungen
Jičín ist Schauplatz der von Václav Čtvrtek geschriebenen Märchen um den Räuber Rumcajs (Räuber Fürchtenix). Daher wird jedes Jahr in der ersten Septemberhälfte das Fest Jičín – die Märchenstadt gefeiert.
Seit 1934 findet im Mai jedes geraden Jahres das Wallenstein-Festival mit historischen Vorführungen und Vorträgen statt.

## Ortsteile
Zu Jičín gehören die Ortsteile Dvorce, Holínské Předměstí, Moravčice, Nové Město, Popovice, Pražské Předměstí, Robousy, Sedličky, Soudná, Staré Město und Valdické Předměstí.

## Städtepartnerschaften
Partnerschaftsverträge bestehen mit
- Erbach (Odenwald), Deutschland
- Martin, Slowakei
- Świdnica, Polen[8]